# استان کاماگوئی
استان کاماگوئی (به اسپانیایی: Camagüey Province، تلفظ: کاماگوئِی) بزرگترین استان‌ کوبا است.

## خصوصیات
استان کاماگوئی ۱۵٬۴۱۳٫۸۲ کیلومترمربع مساحت و ۷۸۲٬۴۵۸ نفر جمعیت دارد.